# Ioan Axente
Ioan Axente (n. 4 noiembrie 1956

) este un deputat român, ales în 2012 din partea Partidului Social Democrat.